# La patrie en danger
La patrie en danger (en lengua francesa: "La patria en peligro") es el nombre con el que se designa a la declaración de la Asamblea Nacional Francesa de 11 de julio de 1792 y que respondía al intento de acabar con la Revolución Francesa por parte de las monarquías absolutas europeas, especialmente por parte del reino de Prusia y el Archiducado de Austria, en el contexto del inicio de las guerras revolucionarias francesas.
Junto con la Levée en masse (leva en masa) declarada al año siguiente, el principio movilizador resumido en la expresión la patrie en danger conforma lo esencial del concepto de nación en armas, o sea: uno de los fundamentos ideológicos de la revolución liberal. Supone inspirar el patriotismo del ciudadano de una nación sujeto de su propia soberanía (principio de soberanía nacional) en el sentido de defender sus propios intereses a través de la defensa de los intereses colectivos, específicamente con el servicio militar y la movilización armada.
El texto de la declaración es el siguiente:

Citoyens, la Patrie est en danger.

Que ceux qui vont obtenir l'honneur de marcher les premiers pour défendre ce qu'ils ont de plus cher se souviennent toujours qu'ils sont Français et libres; que leurs concitoyens maintiennent dans leur foyer la sûreté des personnes et des propriétés; que les magistrats du peuple veillent attentivement; que tous, dans un courage calme, attribut de la véritable force, attendent pour agir le signal de la loi, et la patrie sera sauvée.